# Callopistria quadrinotata
Callopistria quadrinotata là một loài bướm đêm trong họ Noctuidae.